# Met 1
Met 1 es un rascacielos residencial ubicado en el complejo Metropolitan Miami en el distrito central de negocios de Downtown Miami, Florida, Estados Unidos. 
Met 1 fue el primer edificio en completarse en el complejo. Terminado en 2007, el edificio se eleva 40 pisos y 440 pies (134 m). Es un edificio residencial, diseñado para complementar la torre mucho más grande Met 3, de la cual es similar arquitectónicamente. 
El proyecto Metropolitan Miami ha ganado atención debido a la participación de la estrella de la NBA Shaquille O'Neal en el proyecto. Él formó el O'Neal Group, una empresa de desarrollo de edificios. El proyecto Metropolitan Miami es el primero del grupo. 

## Galería

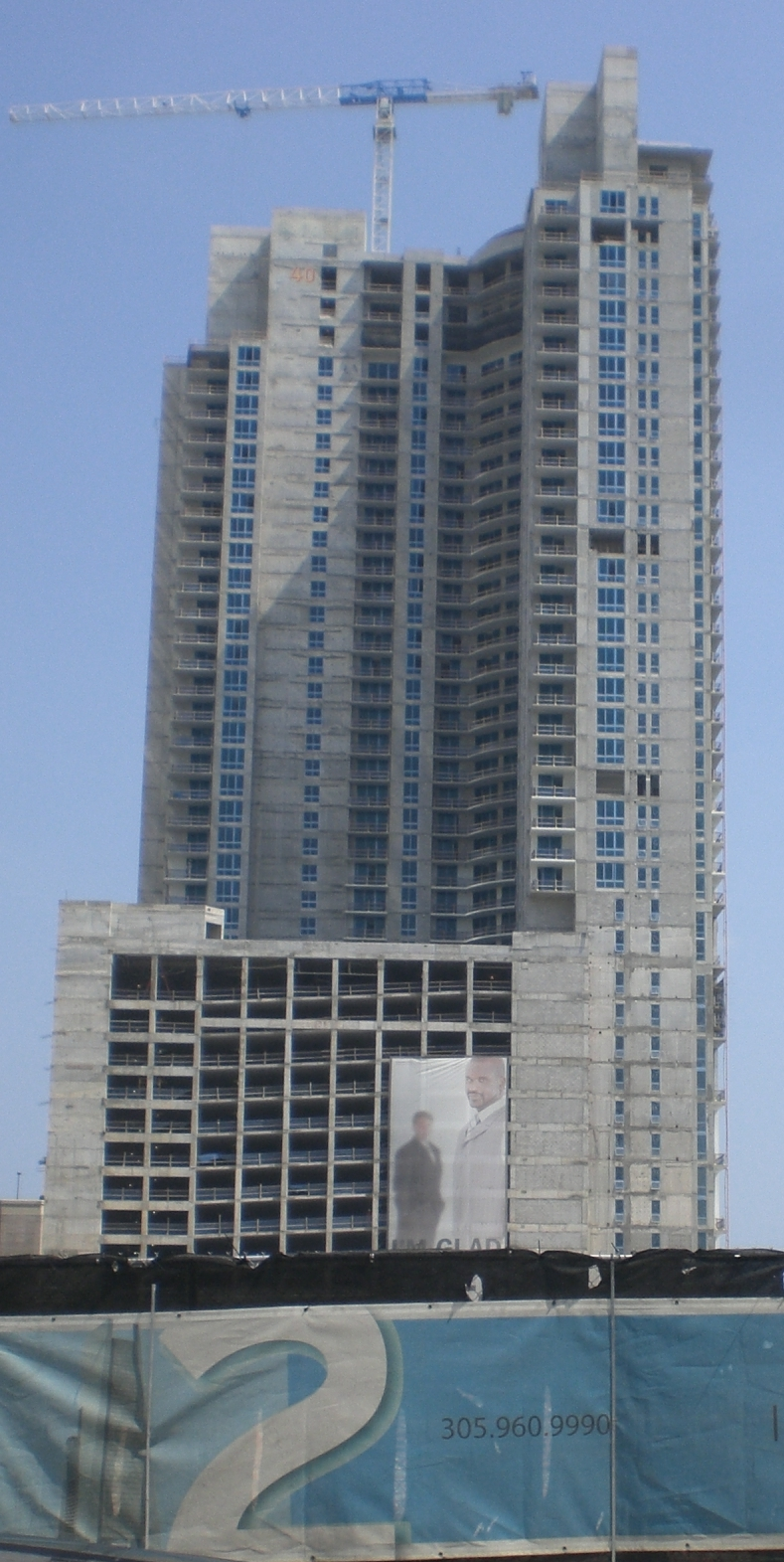
La Torre de Miami Metropolitana #1 cuando se acerca conclusión 3/2/2007.